# Vetenskapsåret 1709

## Händelser
- Francis Hauksbee publicerar Physico-Mechanical Experiments in Various Subjects som summerar resultaten av hans många experiment inom elektricitet och andra ämnen.
- Isaac Newton konstruerar en elektrostatisk generator av en roterande glassfär. Francis Hauksbee förbättrar konstruktionen med en metallkedja avsedd att fånga elektriciteten skapad av friktionen.
- Bartholome de Gusmaos varmluftsballong flyger i Portugal.
- Europeisk tillverkning av porslin påbörjas.
- Ett hopfällbart paraply uppfinns under Ludvig XVI:s styre.
- Hammarklaveret uppfinns av Bartolomeo Christofori.
- Godfrey Copley dör och testamenterar medel till Royal Society för Copleymedaljen. Första medaljen delas ut 1731.
- George Berkeleys Essay Towards a New Theory of Vision innehåller tidiga psykologiska idéer om kognition och perception.

### Teknik
- Okänt datum - Abraham Darby I lyckas framgångsrikt framställa gjutjärn med koks bränsle i sin masugn i Coalbrookdale i Shropshire, England.[1][2][3]

## Födda
- 24 februari - Jacques de Vaucanson (död 1782), fransk ingenjör och uppfinnare.
- 3 mars - Andreas Sigismund Marggraf (död 1782), tysk kemist.
- 10 mars - Georg Steller (död 1746), tysk naturforskare.
- 17 april - Giovanni Domenico Maraldi (död 1788), fransk-italiensk astronom.
- 11 juli - Johan Gottschalk Wallerius (död 1785), svensk kemist och mineralog.
- 8 augusti - Johann Georg Gmelin (död 1755), tysk botaniker.
- 25 december - Julien Offray de La Mettrie (död 1751), tysk läkare och filosof.

## Avlidna
- 29 juni - Antoine Thomas (född 1644), belgisk astronom.
- 30 juni - Edward Lhuyd (född 1660), welesisk naturforskare.
- datum okänt - Eleanor Glanville (född 1654) engelsk entomolog.

### Fotnoter
1. ↑  Mott, R. A. (5 januari 1957). ”The earliest use of coke for ironmaking”. The Gas World, coking section supplement "145":  ss. 7–18.
2. ↑  Raistrick, Arthur (1953). Dynasty of Ironfounders: the Darbys and Coalbrookdale. London: Longmans, Green. sid. 34
3. ↑  Williams, Hywel (2005). Cassell's Chronology of World History. London: Weidenfeld & Nicolson. sid. 292. ISBN 0-304-35730-8